# Олімпік (півострів)
47°47′54″ пн. ш. 123°37′05″ зх. д. / 47.798333333333° пн. ш. 123.61805555556° зх. д.
Півострів Олімпік (англ. Olympic Peninsula) — великий півострів на заході штату Вашингтон, що відокремлено від Сіетла затокою П'юджет-Саунд. На заході Олімпію обмежує Тихий океан, на півночі — протока Хуан-де-Фука, на сході — Гуд-канал.
Мис Алава, найзахідніша точка в континентальних Сполучених Штатах, і мис Флаттері, — найпівнічно-західніша точка, знаходяться на півострові. Площа півострова ставить близько 9300 км².
Тривалий час на півострові Олімпік залишалося багато білих плям. Півострів Олімпік було нанесено на карту США одним з останніх. Більш-менш повна карта півострова не існувала, аж до поки Артур Додуелл і Теодор Ріксон не нанесли на карту більшість його рельєфу та лісових ресурсів між 1898 та 1900 роками.
На півострові розташований Національний парк Олімпік.

## Географія

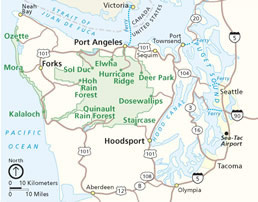
Карта півострова Олімпік з Національний парк Олімпік

На півострові знаходяться округи Клалам і Джефферсон, а також північні частини округів Грейс-Гарбор і Мейсон. Півострів Кітсап, обмежений Гуд-каналом і П'юджет-Саунд, є повністю окремим півостровом і не з'єднаний із півостровом Олімпік.
Від Олімпії, столиці штату, автошлях 101 прямує уздовж східного, північного та західного узбережжя півострова.
Гірський хребет Олімпік розташований у центрі півострова Олімпік. Цей кряж є другим за площею у штаті Вашингтон. Його найвища вершина — гора Олімпус.
На початок 2020-х втілюється програма «Дика Олімпік», спрямовані на охорону додаткових ділянок дикої природи на півострові Олімпік, захист річок які використовуються лососем для нересту відповідно до Закону про дику і мальовничу річку надає «Національному парку Олімпік» можливість запропонувати бажаючим викупити прилеглу до парку землю.

### Клімат

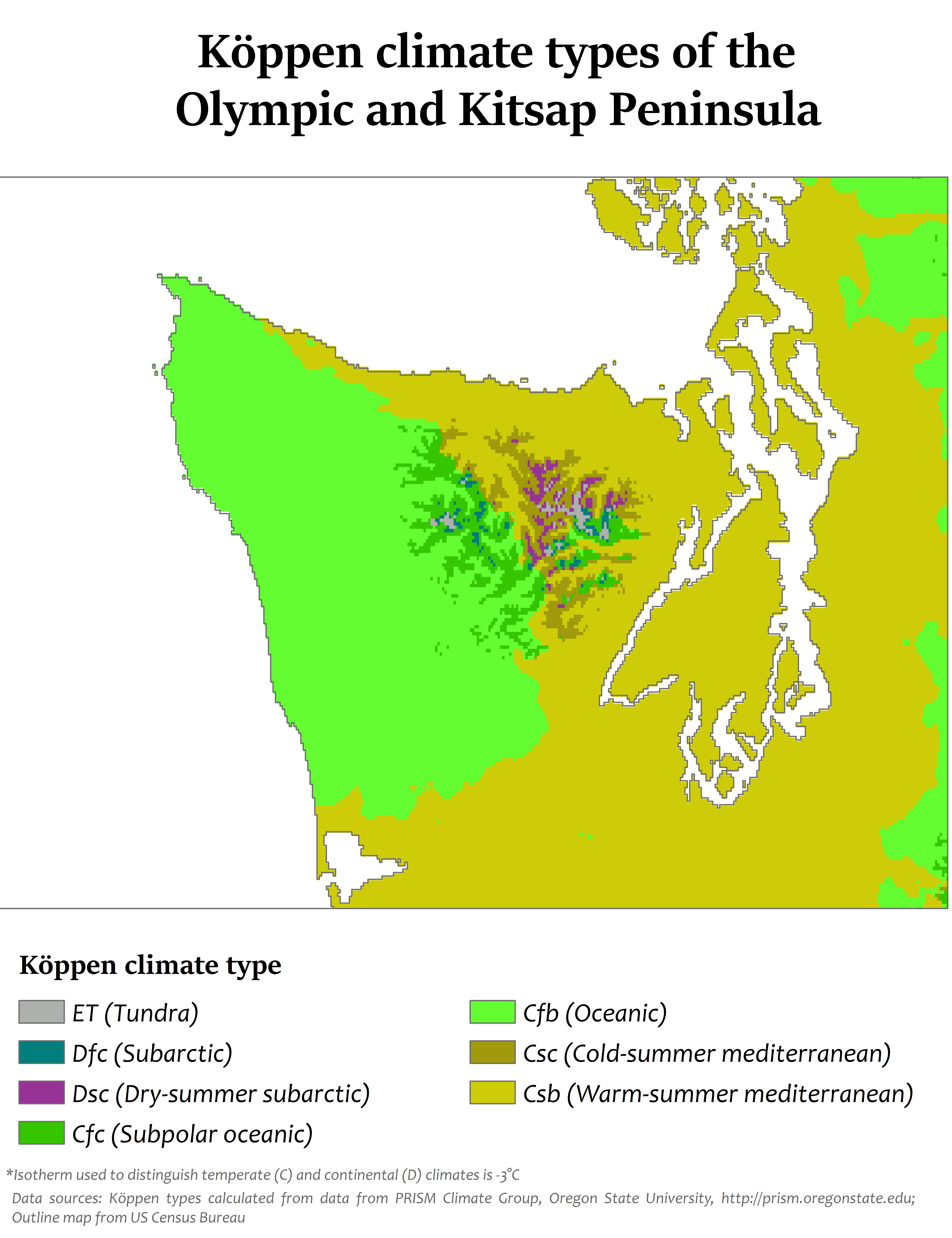
Кліматична карта півострова Олімпік відповідно до класифікації кліматів Кеппена

Більша частина півострова має океанічний клімат, або Cfb за кліматичною класифікацією Кеппена. Проте влітку більшість населених пунктів, мають середземноморський клімат, або Csb.
На півострові розташовані дощові ліси помірної зони, зокрема Гог, тропічний ліс Квітс і Кіно. Рослинність дощових лісів зосереджена переважно в західній частині півострова, оскільки внутрішні гори створюють ефект дощової тіні в районах на північному сході, що призводить до набагато більш сухого клімату в цих місцях.

## Галерея

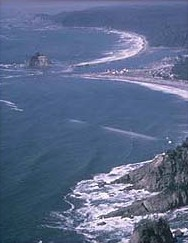
Національний морський заповідник Півострова Олімпк
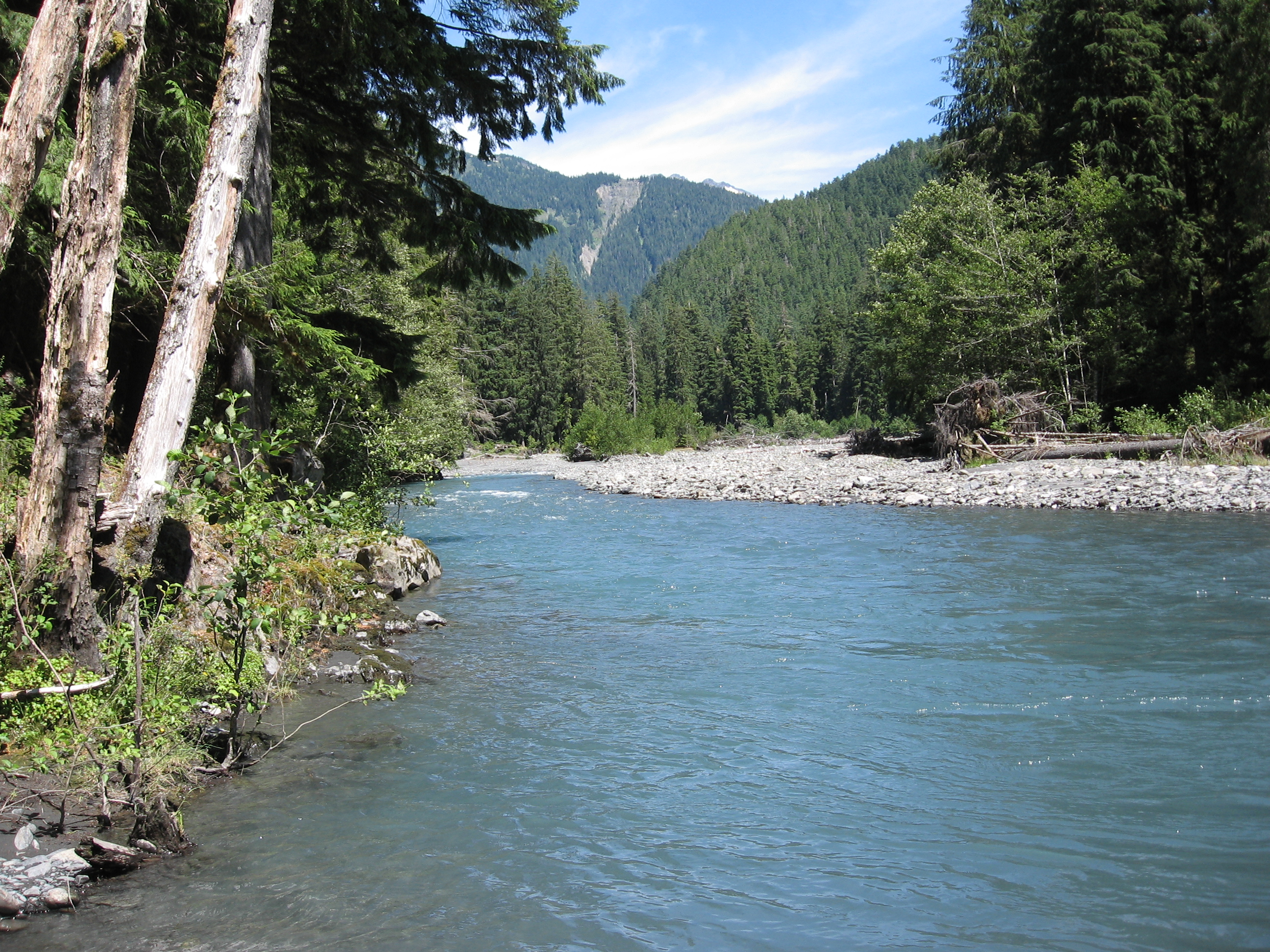
Річка Квітс
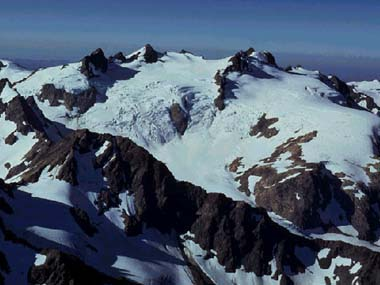
Гора Олімп